# Middenschouwen
Middenschouwen war eine Gemeinde in der niederländischen Provinz Zeeland. Sie wurde am 1. Januar 1961 durch die Vereinigung der vier Gemeinden Duivendijke, Elkerzee, Ellemeet und Kerkwerve gebildet. Sitz der Verwaltung war in Scharendijke. Am 1. Januar 1997 wurde sie mit Brouwershaven, Bruinisse, Duiveland, Westerschouwen und Zierikzee zur neuen Gemeinde Schouwen-Duiveland zusammengeschlossen. Ein Jahr vor der Auflösung zählte die Gemeinde 2.706 Einwohner (Stand: 1. Januar 1996).